# サンタカタリナ湾

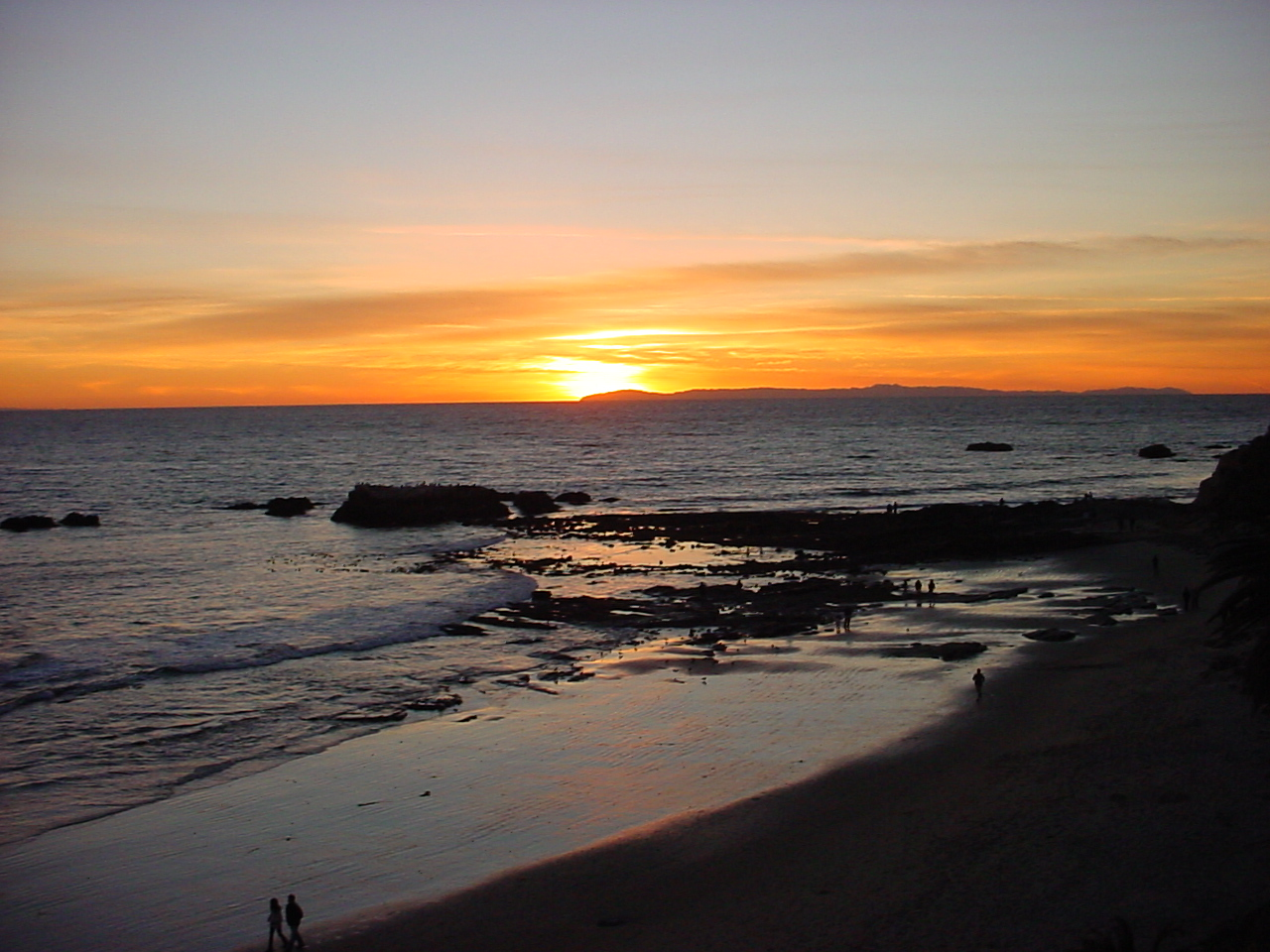
ラグナ・ビーチからサンタカタリナ湾の夕日を望む

サンタカタリナ湾（サンタカタリナわん、Gulf of Santa Catalina）は、アメリカ合衆国カリフォルニア州のロサンゼルスからサンディエゴ間の緩やかな湾である。温暖で風光明媚であり、高級住宅地が並ぶ。沖にはサンペドロ海峡やサンタバーバラ海峡を挟んでチャンネル諸島の一部、サンタカタリナ島、サンクレメンテ島（San Clemente Island）が浮かび、それより先は太平洋が広がる。
座標: 北緯33度 西経118度 / 北緯33度 西経118度